# Grandes Ilhas da Sonda
As Grandes Ilhas da Sonda ou da Sunda (em indonésio e malaio: Kepulauan Sunda Besar) são quatro ilhas tropicais situadas no arquipélago malaio, no Oceano Pacífico. As ilhas, Bornéu, Java, Sumatra e Celebes, são internacionalmente reconhecidas por sua diversidade ecológica e rica cultura. Juntamente com as Pequenas Ilhas da Sonda ao sudeste, elas compõem o arquipélago conhecido como Ilhas da Sonda. 
Pertencendo principalmente à Indonésia, cada ilha é diversa em sua etnia, cultura e atributos biológicos. As ilhas têm uma longa e rica história que moldou seus antecedentes culturais.

## Etimologia
O termo "Sonda" remonta a tempos antigos. Segundo Koesoemadinata, Professor Emérito de Geologia do Instituto de Tecnologia de Bandungue (ITB), o nome "Sonda" origina-se da palavra sânscrita "Cuddha," que significa branco. Reinout Willem van Bemmelen, outro geólogo, observou que durante a era Pleistocena, havia um grande vulcão chamado Monte Sunda localizado ao norte de Bandungue, em Java Ocidental. Sua erupção cobriu a área circundante com cinzas vulcânicas brancas, dando origem ao nome "Sonda".
O uso do termo "Sonda" para se referir à região indonésia remonta ao relatório de exploração do geógrafo grego Ptolemeu em 150 d.C. Esse relatório serviu de referência para os portugueses quando chegaram à Indonésia em 1500 d.C. e exploraram o reino de Sonda em Java Ocidental. Eles categorizaram a região em Grande Sonda (Sunda Besar) para as ilhas ocidentais maiores e Pequena Sonda (Sunda Kecil) para as ilhas orientais menores.
Desde então, o termo "Sonda" tem sido amplamente adotado nas ciências da Terra (geologia-geografia) como referência para a região indonésia, superando o uso de "Indonésia" nesse campo. Os termos Grande Sonda e Pequena Sonda são comumente usados na literatura geológica-geográfica. De acordo com Koesoemadinata, até hoje, nas ciências da Terra, "Ilhas da Sonda" é mais reconhecido do que "Ilhas da Indonésia."
"Sonda" também denota plataformas continentais ou massas de terra. A Indonésia em si possui duas plataformas: a Plataforma de Sonda no oeste e a Plataforma de Sahul/Arafura no leste. Outros termos associados a "Sonda" incluem o Arco de Sonda, Dobramento de Sonda ou dobra tectônica no Mar de Natuna, a Fossa de Sonda e Sondalândia.

## Bornéu

### Geografia

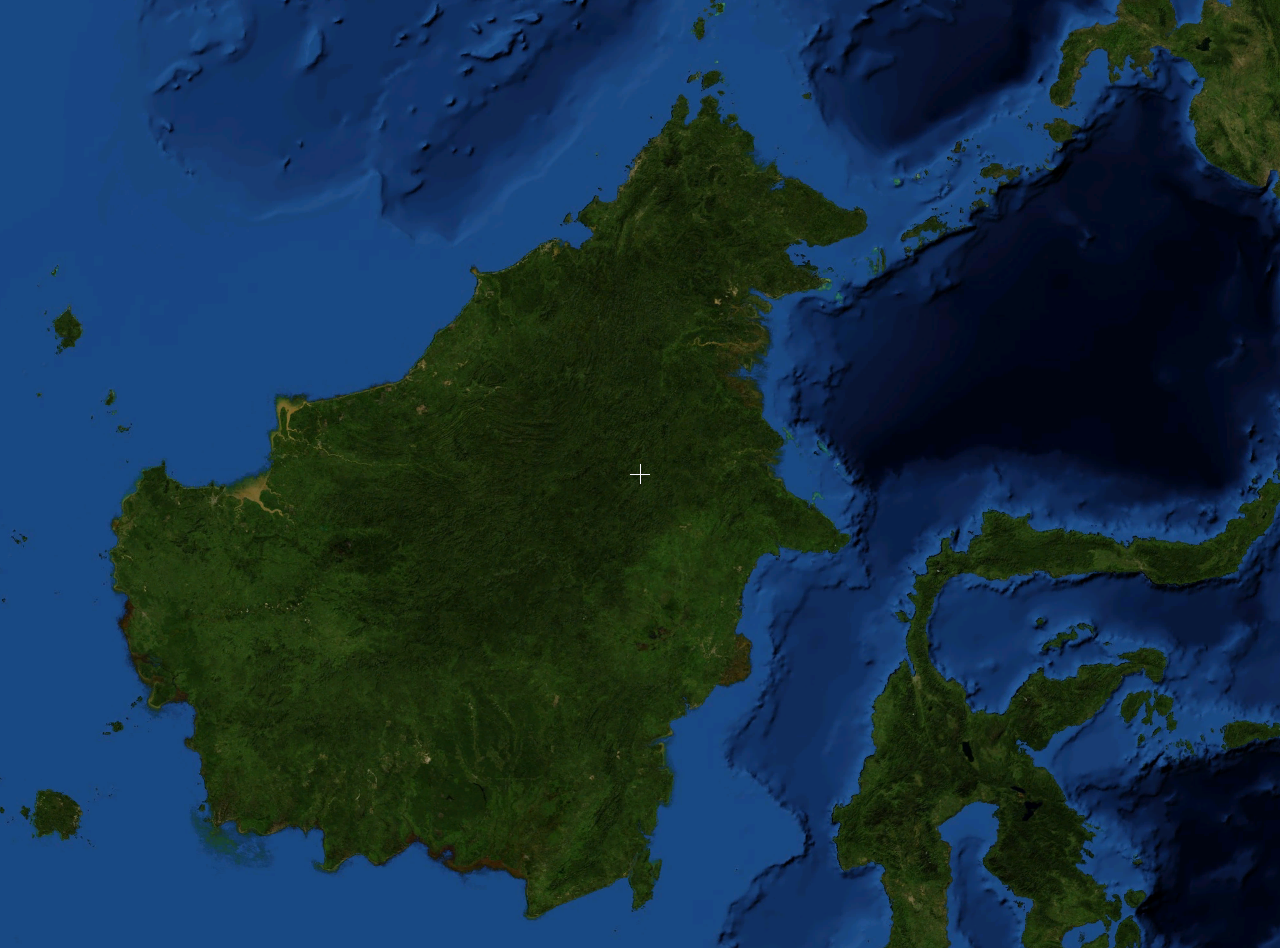
Ilha de Bornéu vista do espaço

Bornéu é a maior ilha indonésia, assim como a terceira maior ilha do mundo. Com uma extensão de 748.168 km2, a ilha é geograficamente e ecologicamente diversa. Existem três principais regiões geográficas: florestas tropicais, áreas costeiras e bacias fluviais. As florestas tropicais estão situadas centralmente, onde são cercadas por zonas montanhosas densas e exuberantes. As áreas costeiras são caracterizadas por manguezais e pântanos, frequentemente se estendendo por centenas de quilômetros de águas costeiras. As bacias fluviais situam-se entre as florestas tropicais e a costa, atuando como vias para o comércio e transporte pela ilha.
Bornéu é a ilha mais ao norte das Grandes Sondas (1º N, 115º E). Embora a maior parte dela faça parte da Indonésia (conhecida como Calimantã), ela também inclui partes da Malásia (Sabá e Sarauaque) e todo o país de Brunei Darussalam.

### Demografia
Com uma população de cerca de 21.258.000 habitantes (censo de 2023), Bornéu possui mais de 190 etnias. Uma variedade de dialetos locais e línguas são falados; estas são únicas para certas províncias e culturas. Existem mais de 100 línguas austronésias. Algumas línguas proeminentes são o Indonésio, Hacá, Tâmil e Inglês. Muitas outras línguas têm origens e histórias linguísticas chinesas.
O comércio é uma importante fonte de renda, com a exportação de petróleo de Brunei Darussalam representando 99% da renda total da ilha. A produção de petróleo tem sido consistente desde a década de 1920 e, à medida que essa produção começou a florescer, Bornéu, juntamente com a Malásia continental e a Indonésia, contribuem com mais da metade da produção mundial de gás natural liquefeito.

### Marcos Históricos

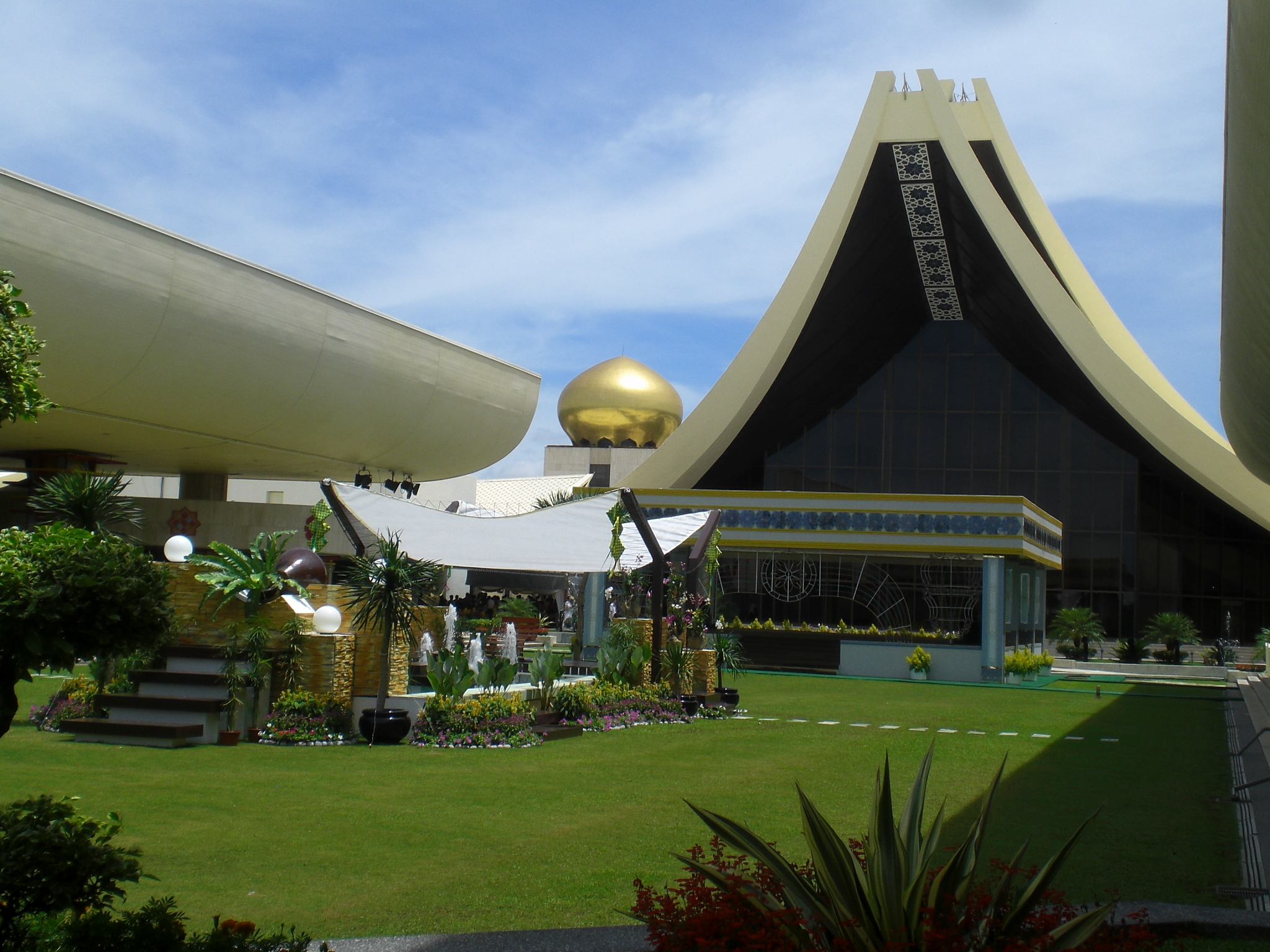
Istana Nurul Iman, residência oficial do Sultão de Brunei

Um dos mais notáveis marcos históricos de Bornéu é o palácio Istana Nurul Iman em Brunei, considerado a residência oficial do Sultão de Brunei e um dos maiores palácios residenciais do mundo. Outro ponto cultural importante é o Museu Sarauaque em Kuching, Malásia, que é o mais antigo museu de Bornéu e oferece uma visão abrangente da história natural e cultural da região. Em Calimantã, Indonésia, a vila de Kutai Lama é significativa, pois é onde se encontravam os primeiros reinos hindus da ilha, com vestígios arqueológicos que datam do século IV.

### Biodiversidade
Bornéu possui muitas maravilhas naturais; os parques nacionais abrigam algumas das espécies de flora e fauna mais distintas do mundo. Esses parques incluem o Parque Nacional Gunung Mulu e o Monte Kinabalu; eles são o lar de espécies endêmicas e criticamente ameaçadas, como os orangotangos-de-Bornéu, o elefante-de-Bornéu e o macaco-folha-de-Bornéu. Nos últimos anos, as plantações de óleo de palma têm atraído a atenção da mídia, pois a indústria tem tido efeitos controversos na vida selvagem nativa de Bornéu.
As florestas de Bornéu são ricas em recursos naturais, que têm contribuído substancialmente para a economia indonésia. Por exemplo, a árvore de cânfora tem sido colhida em Bornéu para o comércio, já que o óleo derivado da madeira da árvore é usado para alguns tratamentos médicos. No entanto, o desenvolvimento mais importante recente tem sido a expansão das plantações de óleo de palma pela ilha. Para desenvolver essas plantações, uma grande quantidade de terra continua a ser desmatada. Isso tem tido um impacto extremo nos animais que habitam essas florestas. Os orangotangos e os elefantes têm sofrido notavelmente. A caça furtiva e o comércio ilegal de animais selvagens também têm tido um efeito pronunciado na diversidade e conservação da vida selvagem em Bornéu. Como Bornéu nutre uma vida selvagem tão rara, esses animais são altamente desejados por traficantes ilegais de animais. Apesar de ações governamentais e de organizações de caridade para impedir que caçadores furtivos almejem esses animais vulneráveis, isso continua a ser um problema prevalente que se espera continuar a influenciar a biodiversidade geral de Bornéu ao longo do tempo.

## Java

### Geografia
Coberta por mais de 132.011,65 km2, Java é a ilha mais ao sul das Grandes Sondas. A maior parte da terra foi cultivada para uso humano; no entanto, ainda existem várias florestas e áreas montanhosas selvagens e desabitadas.

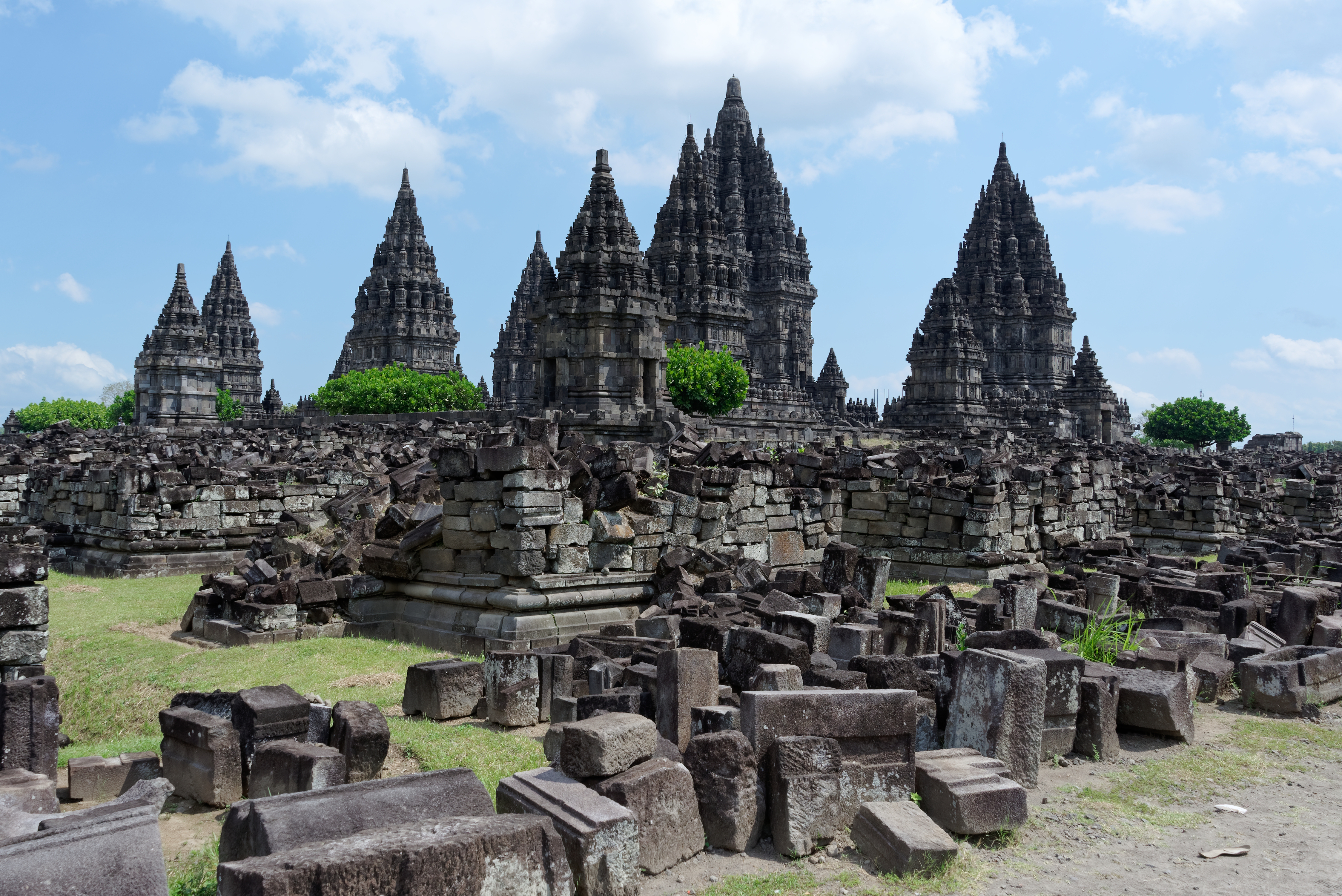
Templo de Prambanan, Java Central, Indonésia

### Demografia
Java é a ilha mais populosa da Indonésia, com aproximadamente 156.391.145 de habitantes, constituindo cerca de 55% da população total da Indonésia. Isso faz de Java um dos lugares mais densamente povoados do mundo. A capital de Java é Jacarta, localizada na costa norte. A maioria da população é javanesa e sundanesa, no entanto, grupos minoritários incluem chineses, árabes, indianos e outros grupos de imigrantes que se estabeleceram na ilha.

### Marcos Históricos

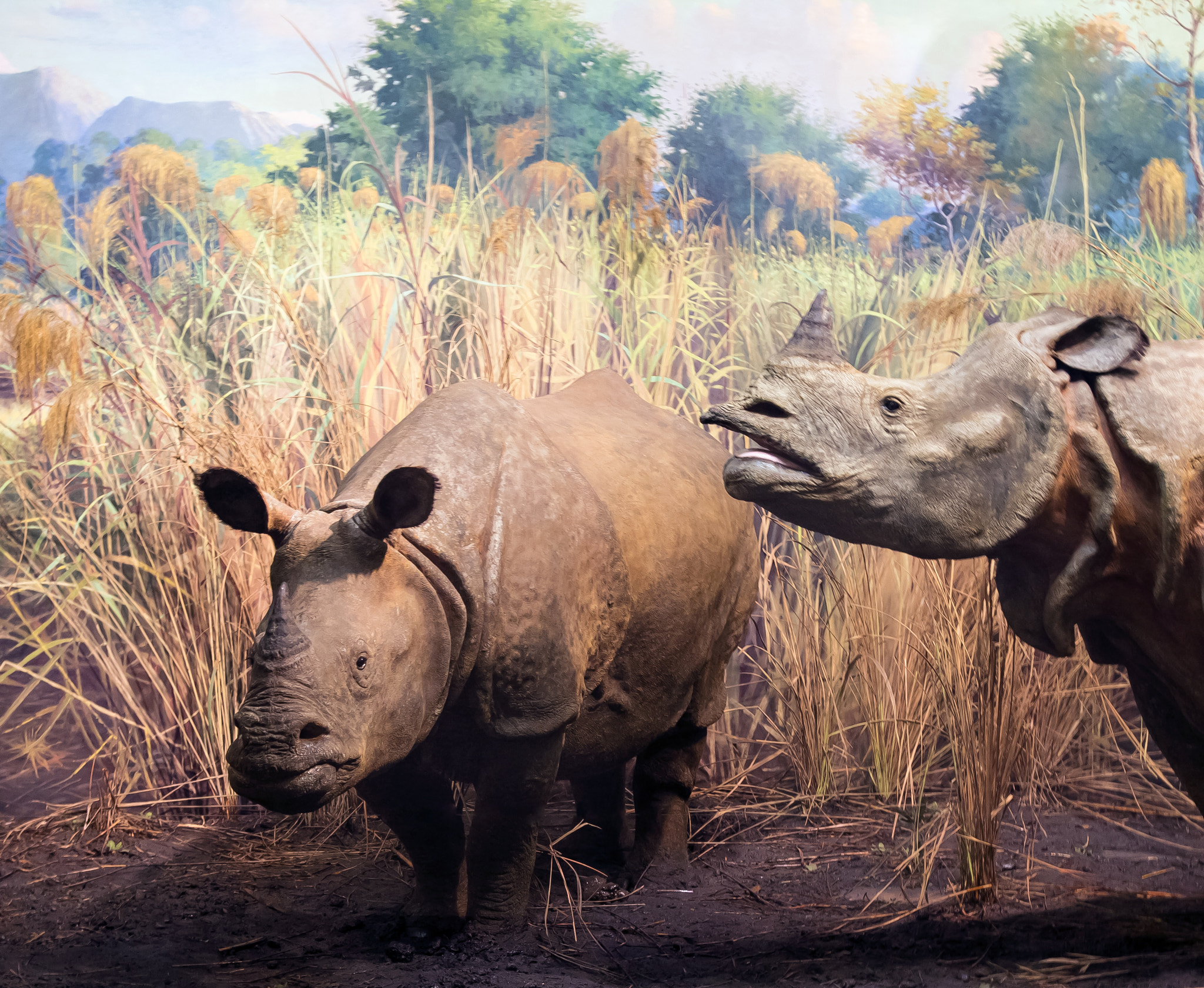
Rinoceronte-de-Java, espécie criticamente ameaçada e endêmica da ilha de Java

Java abriga centenas de anos de história cultural indonésia em seu solo. Marcos notáveis incluem o Monte Bromo, o Templo Prambanan e o Templo Borobudur. O templo Prambanan é um templo hindu que foi construído no século IX para honrar e adorar a Trimurti, a trindade da religião hindu. Além disso, o Templo Borobudur é um templo budista Maaiana, sendo o maior do seu tipo no mundo. Foi construído no século IX e é decorado com inúmeras estátuas e estilos intrincados que homenageiam a religião budista.

### Biodiversidade
Java é extremamente biodiversa, com numerosas espécies endêmicas de flora e fauna. Estas incluem o rinoceronte-de-Java, a águia-de-Java e o leopardo-de-Java.
Java possui terras e solos extremamente ricos, sendo estimado que cerca de 80% do solo é produtivo e denso em nutrientes. Geralmente, vê-se que os 20% restantes do solo são cultivados para o desenvolvimento humano, para coisas como estradas, edifícios e habitações.

## Sumatra

### Geografia
Sumatra é a segunda maior e mais ocidental ilha da Indonésia, sendo a sexta maior ilha do mundo. Com uma área de 473.481 km2, Sumatra abriga civilizações humanas e florestas tropicais, que abrigam uma enorme variedade de vida selvagem. Sua proximidade com o Equador (1º S, 101º E) dita seu clima tropical, tornando-a sujeita aos eventos climáticos El Niño e La Niña.
Sumatra é dividida administrativamente em doze grandes regiões. Essas regiões foram desenvolvidas durante a Segunda Guerra Mundial para sustentar relacionamentos políticos, econômicos e culturais funcionais em toda a ilha. Cada região se sustenta com base nos recursos únicos abundantes em sua localização, negociando com outras regiões; assim, o relacionamento estável entre cada região é significativamente influenciado por sua localização geográfica. Por exemplo, a região das Ilhas Riau está situada ao longo da costa central de Sumatra e, portanto, tem uma forte relação com a pesca, navegação e demais operações marítimas. Isso caracterizou os aspectos de transporte e comércio da região; as regiões centrais de Sumatra dependem dessa região para transportar alimentos do mar e produtos relacionados ao mar, enquanto as Ilhas Riau dependem das regiões centrais de Sumatra para a importação de alimentos e outros bens.

### Demografia

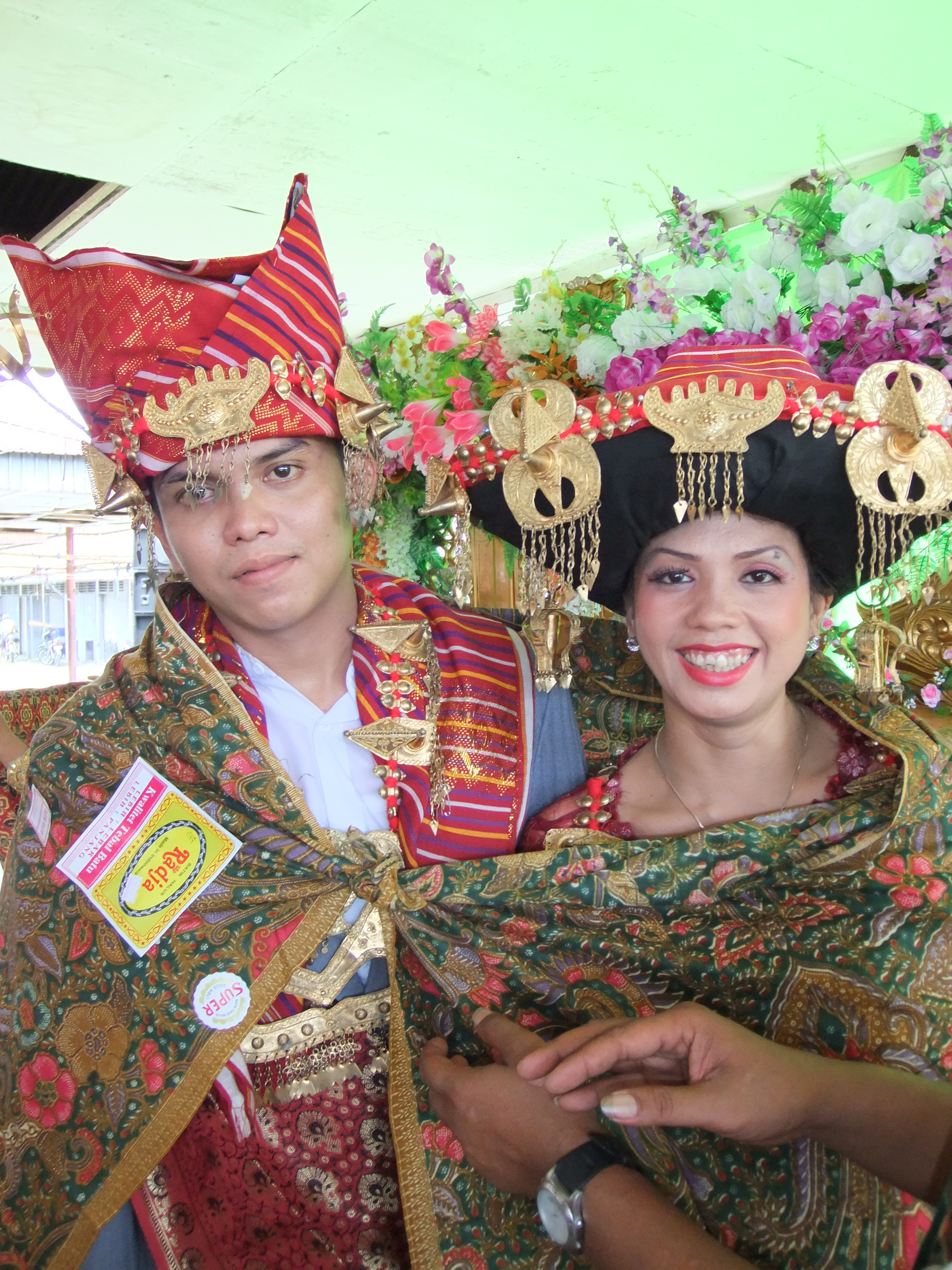
Jovens bataques em trajes tradicionais de casamento

Sumatra tem cerca de 60.795.669 de habitantes (censo de 2023), tornando-se a quinta ilha mais populosa do mundo. Há uma diversidade de etnias; os grupos étnicos mais predominantes são os malaios, bataques, minangkabaus e achéns. Cada um desses grupos tem tradições e cerimônias únicas, que foram passadas através das gerações por meio de comunicações orais, escritas, sociais e artísticas. Os grupos étnicos são proeminentes nos climas políticos e estão inerentemente ligados ao perfil religioso da ilha. Atualmente, Sumatra é predominantemente islâmica (90%), com grupos religiosos minoritários de cristãos (8%) e budistas (2%). As ligações entre etnia e religião podem ser demonstradas pelo domínio do povo malaio em Sumatra. O povo malaio é o grupo étnico mais dominante que povoa Sumatra. A parte mais vital da cultura malaia é sua conexão intrínseca com o islamismo; aderir ao islamismo está diretamente ligado à identidade malaia e um indivíduo pode se identificar como malaio apenas se aderir ao islamismo. Assim, indivíduos que seguem outros grupos religiosos se identificam como minorias étnicas.
O principal dialeto indonésio falado em Sumatra é o Gayo. Gayo é uma língua viva usada pelos habitantes das terras altas centrais de Achém, localizada na ponta norte de Sumatra. O povo Gayo tem uma população estimada em 4.000.000 de pessoas, sendo o segundo maior grupo étnico da província de Achém. Várias outras províncias dentro de Sumatra têm seus próprios dialetos únicos.
A agricultura é a ocupação mais prevalente em Sumatra, abrangendo 80% da população.

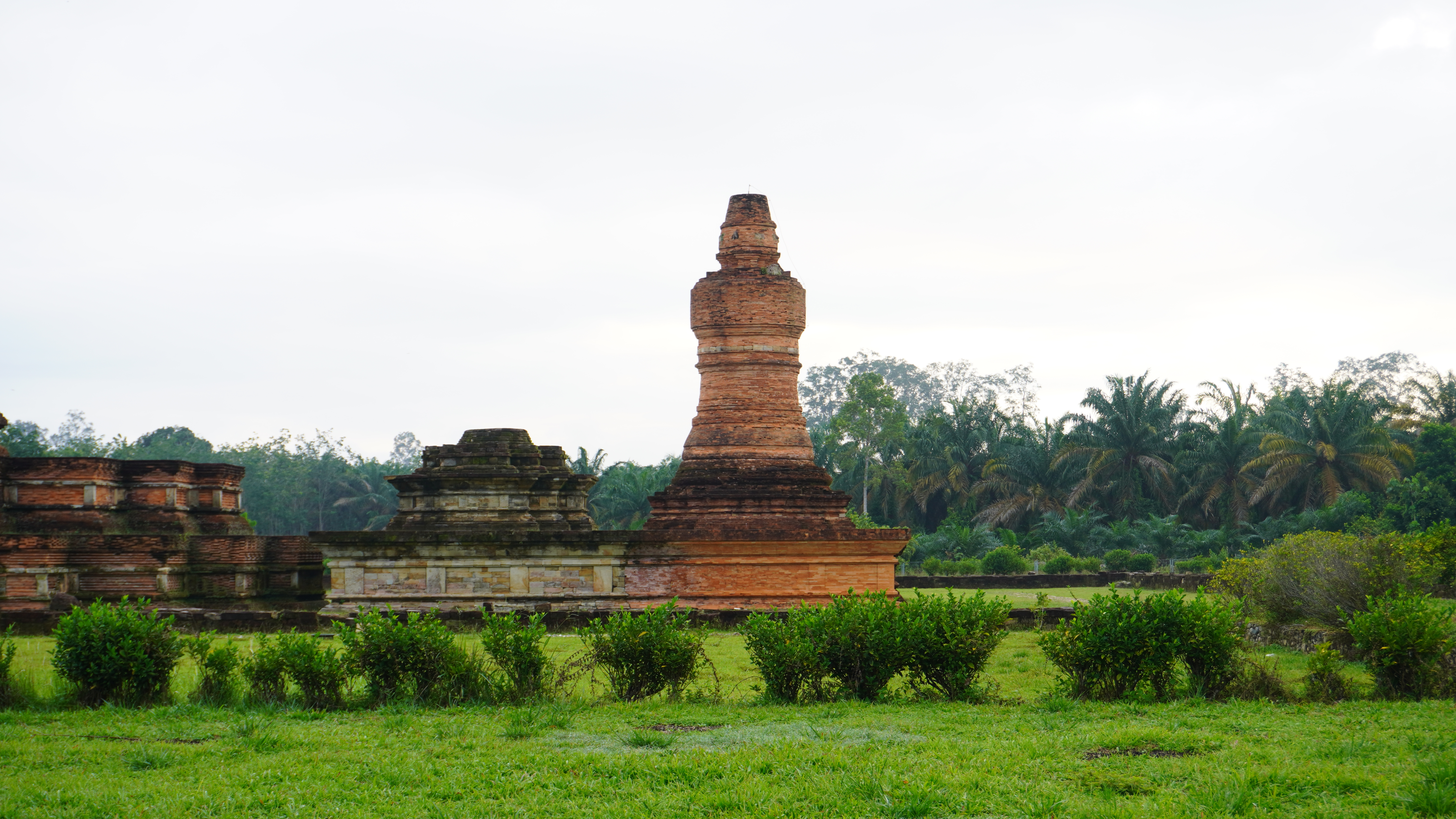
Complexo de templos de Muara Takus, Riau, Indonésia

### Marcos Históricos
O Templo Muara Takus, localizado na província de Riau, é um antigo complexo de templos budistas datado do século VII, que atesta a presença do budismo na região. Na província de Achém, a Grande Mesquita de Baiturrahman é um símbolo da cultura islâmica na ilha. O Parque Nacional de Gunung Leuser, além de abrigar tamanha importância ecológica, contém antigas rotas comerciais e restos de civilizações pré-coloniais.

### Biodiversidade
As florestas de Sumatra são um hotspot biológico, com inúmeras espécies endêmicas e paleoendêmicas. Existem mais de 200 espécies de mamíferos e mais de 600 espécies de aves, com novas espécies sendo continuamente descobertas. Sumatra também abriga espécies criticamente ameaçadas, incluindo o tigre-de-sumatra e o rinoceronte-de-sumatra.
Sumatra possui numerosas espécies de flora que constituem suas vastas florestas e sistemas de manguezais. Existem 17 espécies de manguezais e mais de 20 comunidades vegetais localizadas em toda Sumatra. Essas florestas têm um sistema complexo de polinização, no qual as plantas dependem de morcegos, pássaros, insetos e várias outras espécies polinizadoras para dispersar as espécies vegetais.
Os recursos naturais de Sumatra são altamente procurados. As florestas têm sido sujeitas ao desmatamento para desenvolvimentos industriais, mas mais proeminentemente para plantações de óleo de palma e acácia. Isso levou a uma degradação significativa das florestas. Em 1985, Sumatra estava coberta por 25 milhões de hectares de florestas, 53% da ilha, em comparação com apenas 11% em 2016. A caça furtiva e o comércio ilegal de animais selvagens também tornaram a vida selvagem de Sumatra extremamente vulnerável.
Sumatra é reconhecida por suas maravilhas naturais, incluindo o Parque Nacional de Gunung Leuser, o Lago Maninjau e o Monte Sibayak.

## Celebes

### Geografia
Celebes é a 11ª maior ilha do mundo, situada entre Bornéu e as ilhas Molucas. Lar de 11 vulcões ativos, esses fenômenos geológicos podem ter um efeito profundo nas comunidades que vivem em Celebes. A ilha também é propensa a grandes terremotos. Esses desastres naturais ocorrem devido à localização geográfica de Celebes e sua proximidade ao equador e às placas tectônicas.
A partir de 1960, a ilha foi dividida em duas regiões administrativas na tentativa de ter maior controle econômico e social das regiões. Essas áreas foram distinguidas pelas regiões de Celebes Setentrional e Meridional. Celebes Setentrional é extremamente montanhosa e abriga a maioria dos vulcões encontrados na ilha. Celebes Meridional apresenta mais características costeiras, como sistemas de recifes de coral e riachos. No entanto, em 1964, Celbes foi dividida ainda mais em quatro províncias. Estas agora são identificadas como Celebes Setentrional, Celebes Central, Celebes do Sudeste e Celebes Meridional.

### Demografia

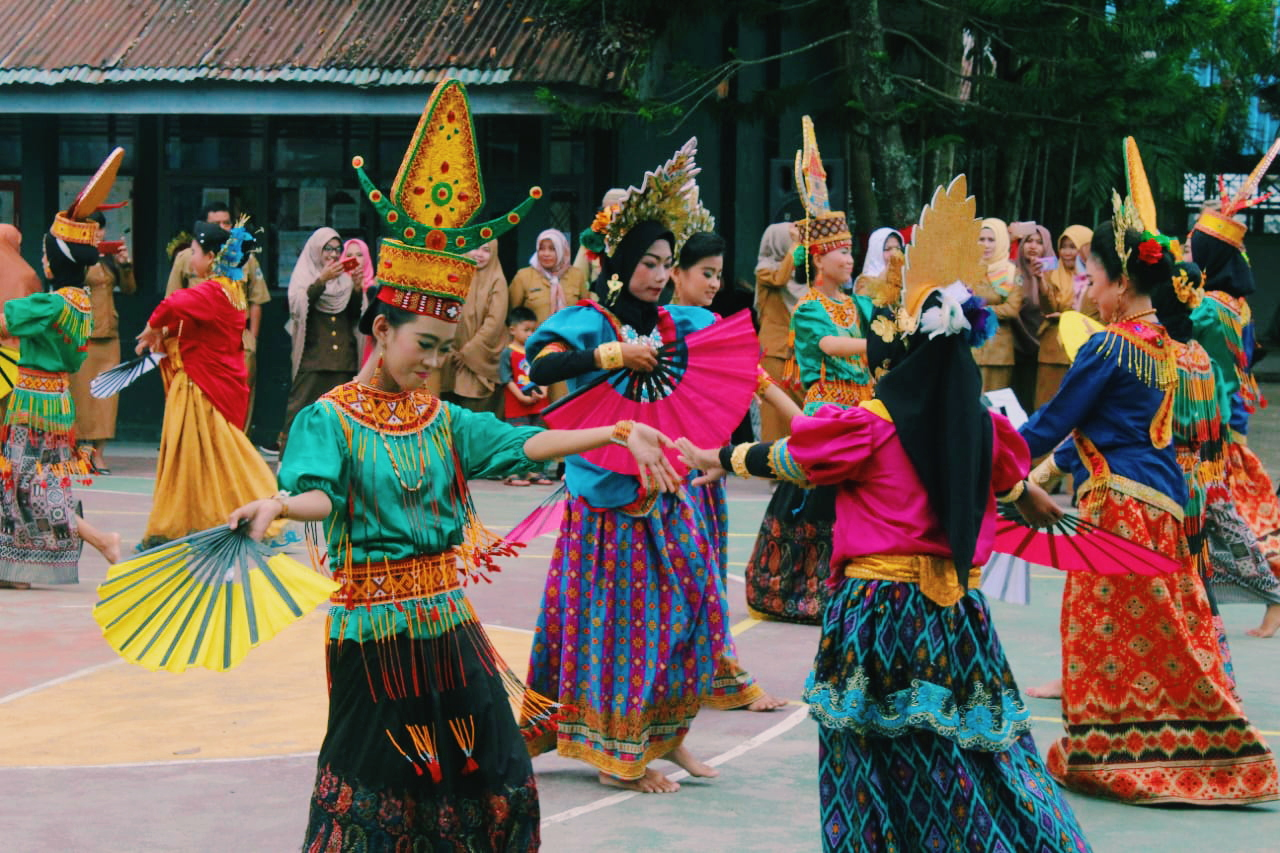
Festival tradicional buginês, com roupas típicas

Celebes é a ilha menos populosa das Grandes Sondas. Com uma população de aproximadamente 20.704.437 (censo de 2023), representa apenas 8% da população total da Indonésia. A população pode ser geralmente dividida em duas regiões. Um grande grupo popula o Sul de Celebes, que é caracterizado por vales e planícies que possuem solos ricos em nutrientes, ideais para a agricultura e para viver da terra. A outra metade do grande grupo vive no Nordeste, nas regiões de Manado e Minahasa. Cada uma dessas regiões populacionais é distinguida por seus grupos étnicos únicos. O grupo étnico mais proeminente é o bugi, com aproximadamente 3,5 milhões de pessoas. Os makassares representam 1,5 milhão de pessoas, os mandareses têm 0,5 milhão de pessoas. Outros grupos étnicos primários incluem os butoneses, torajas e Caumanoanos. Existem aproximadamente 114 dialetos linguísticos em Celebes, que formam um ramo da família linguística malaio-polinésia. Cada região e etnia geralmente possui seus próprios dialetos e línguas únicos, alguns aprendendo várias línguas para se comunicar com uma variedade de indivíduos e províncias diferentes.
Em todos os grupos étnicos, o islamismo é a religião mais prevalente na ilha, com aproximadamente 80% da população sendo muçulmana. Especificamente, o islamismo tem sido a religião predominante em Sulawesi desde o século XVII. O cristianismo representa a maioria do restante do perfil religioso, sendo mais proeminente em Celebes Setentrional.
Celebes está fortemente envolvida na agricultura, com a maioria das pessoas da ilha participando da agricultura como sua principal fonte de renda e modo de vida. Arroz, cana-de-açúcar, coco e café são as principais culturas cultivadas em Celebes. A ilha contribui para a renda da República da Indonésia exportando esses produtos internacionalmente. Além disso, abaixo dos solos ricos em nutrientes estão níquel e ferro, que estão começando a ser extraídos para maior comércio. 

### Marcos Históricos
O Forte Roterdã em Macáçar é um dos mais significativos marcos históricos de Celebes, construído  pelos holandeses acima de uma antiga fortificação nativa preexistente, sendo um exemplo notável da arquitetura colonial e da história militar da ilha. Em Tana Toraja, as tradicionais casas Tongkonan e os elaborados túmulos esculpidos nas falésias são testemunhas dos complexos rituais funerários da etnia Toraja, que remontam a séculos. O sítio arqueológico de Leang-Leang, com suas pinturas rupestres que datam de cerca de 5.000 anos atrás, oferece uma visão sobre os primeiros habitantes de Celebes e suas expressões artísticas.

### Biodiversidade
Sulawesi é um ponto quente para fauna e flora endêmicas. Existem 127 mamíferos endêmicos, com 59 espécies de aves e 17 primatas endêmicos que podem ser divididos em dois gêneros. A composição desta fauna é única em comparação com as outras ilhas das Grandes Sondas, pois há menos famílias biológicas representadas e essas famílias têm características e adaptações morfológicas distintas. É previsto que existem inúmeros organismos únicos em Sulawesi que ainda não foram descobertos.
Celebes também possui mais de 1.500 espécies de plantas endêmicas, o que destaca a singularidade de seus ecossistemas.

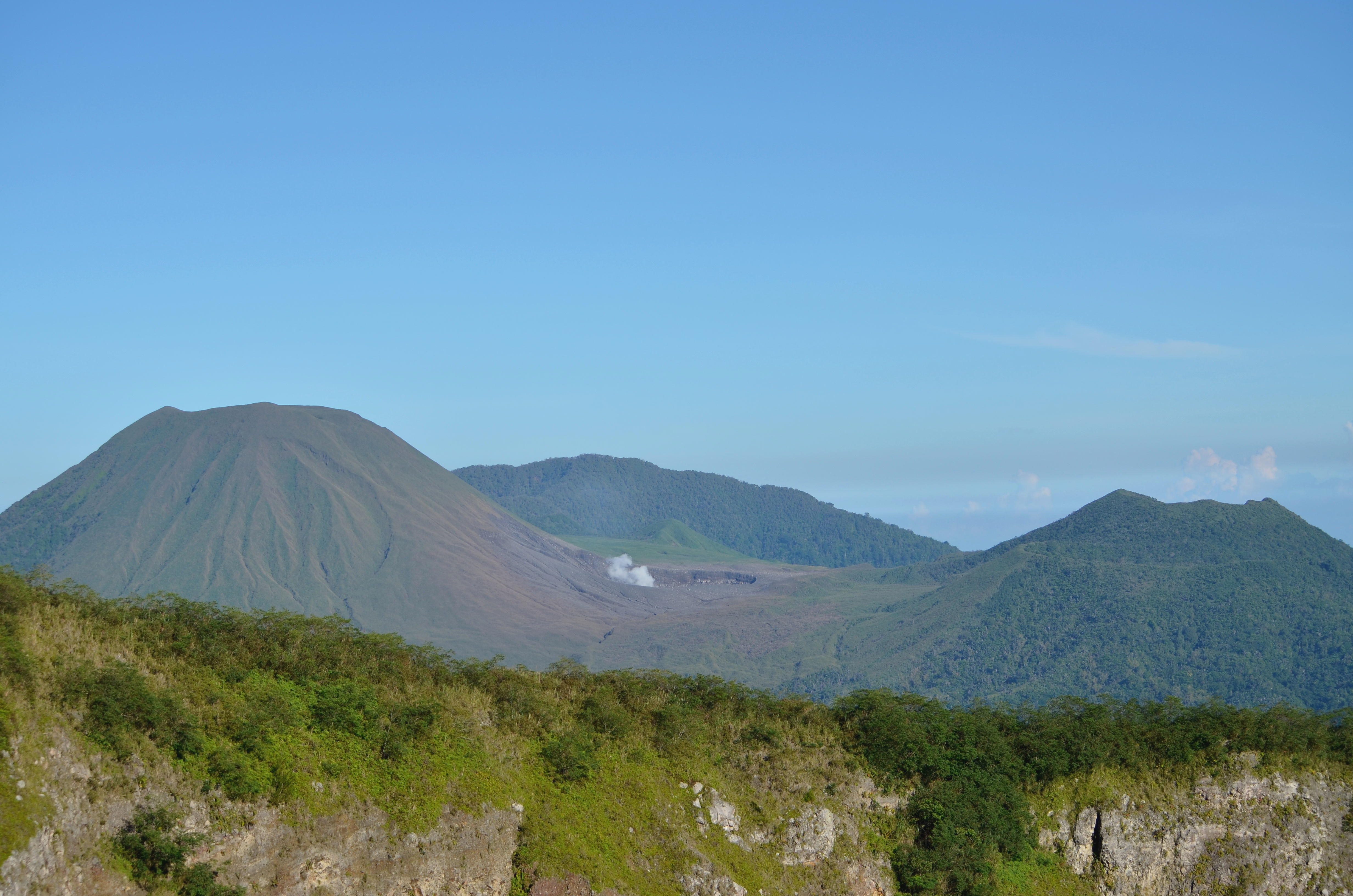
Vista do Monte Mahawu, Celebes Setentrional, Indonésia

O desmatamento teve um efeito significativo na fauna que habita a ilha. O habitat nicho de Celebes significa que os animais que habitam a terra são adaptados às condições ambientais específicas, bem como a uma dieta única. Entre 2000 e 2017, 2,07 milhões de hectares de floresta foram destruídos. Isso equivale a 10,90% do total da floresta destruída, com uma média de 0,65% da floresta sendo desmatada anualmente. Isso teve um impacto particular nas espécies de primatas de Celebes. Os primatas encontrados em Celebes representam um terço de todos os primatas da Indonésia. Estudos mostram que os dois gêneros de primatas que ocupam Celebes, os macacos e tarsius, se reproduzem e prosperam em áreas específicas da ilha. Houve uma perda de 12% dessas áreas de reprodução e contato como resultado do desmatamento, o que impactou diretamente a população de primatas. Há uma preocupação de que, à medida que a terra continua a ser desmatada para fins agrícolas, muitas outras espécies serão impactadas e haverá uma perda dramática de biodiversidade em Celebes.
Marcos naturais notáveis na ilha de Celebes incluem o Monte Mahawu, a Reserva Natural Tangkoko Batuangus.